# John Burnet
Pour les articles homonymes, voir Burnet.
John Burnet (/bərnɛt/), né le 9 décembre 1863 à Édimbourg et mort le 26 mai 1928 à St Andrews (Écosse), est un classiciste écossais.

## Sa vie et son œuvre
Il fait ses études à la Royal High School d'Édimbourg, à l'université d'Édimbourg et au Balliol College d'Oxford, où il obtient son Master of Arts en 1887. La même année, il devient l'assistant de Lewis Campbell à l'université de St Andrews. De 1890 à 1915, il est Fellow du Merton College d'Oxford ; il est professeur de latin à Edimbourg ;  de 1892 à 1926, il est professeur de grec à l'université de St. Andrews. Il est élu membre de la British Academy (FBA) en 1916. En 1909, Burnet se voit offrir, mais décline, la chaire de grec de l'université Harvard.
En 1894, il épouse Mary Farmer, la fille de John Farmer, auteur de la préface d'un recueil d'essais publiés après sa mort, Essays and Addresses.
Burnet est surtout connu pour ses travaux sur Platon. Son intérêt pour la philosophie et pour Platon en particulier semble avoir commencé alors qu'il était assistant de Lewis Campbell à St. Andrews. Burnet est connu pour avoir défendu de nouvelles interprétations de Platon et de Socrate, en particulier l'idée que la représentation de Socrate dans tous les dialogues de Platon est historiquement exacte, et que les vues philosophiques propres à Platon lui-même ne se trouvent que dans les dialogues dits tardifs. Burnet soutient également que Socrate était étroitement lié à la première tradition philosophique grecque, dite philosophie présocratique ; Selon Burnet Socrate aurait été dans sa jeunesse le disciple d'Archelaus, un représentant de la tradition anaxagorienne (Burnet 1924, vi).
Les travaux philologiques de Burnet sur Platon sont encore largement lus, et ses éditions ont été considérées comme faisant autorité pendant 100 ans, comme l'édition critique en 5 volumes des Textes Classiques d'Oxford des œuvres et spuria de Platon (1900-1907). Ses commentaires sur l'Euthyphron, l'Apologie de Socrate et le Criton ainsi que sur le Phédon restent également largement utilisés et respectés par les savants. Myles Burnyeat, par exemple, qualifie cet ouvrage (Plato: Euthyphro, Apology of Socrates, Crito) d'« édition qui reste inégalée ». SR Slings, rédacteur en chef de la nouvelle édition 2003 d' Oxford Classical Texts de La République, a décrit Burnet comme un directeur de publication hors pair, ayant un sens du grec platonicien qui ne sera probablement jamais dépassé.

### La première philosophie grecque
Early Greek Philosophy est un ouvrage majeur de John Burnet. Quatre éditions en ont été publiées par A. & C. Black, Ltd. en Grande-Bretagne. La première édition a été publiée en avril 1892, la deuxième en juin 1908, la troisième en septembre 1920 et la quatrième, à titre posthume, en 1930.

On peut lire dans la préface à la troisième édition (inchangé dans la quatrième édition) :
... la thèse principale de mon livre, et le point essentiel de l'argumentation est mon insistance sur le fait que l'atomisme (que l'on admet d'essence matérialiste) dérive de l'éléatisme, conformément aux déclarations expresses d'Aristote et de Théophraste....
Il existe de nombreuses différences entre les première et quatrième éditions. Par exemple, la citation ci-dessous provient de la section 33: Philosophy as a life (La philosophie : une vie), dans la première édition (1892). Dans les troisième (1920) et quatrième (1930) éditions, la section a été déplacée vers la section 35, rebaptisée Philosophy as a way of life (La philosophie comme Art de vivre) et ne mentionne plus les néoplatoniciens,.
John Burnet a noté dans sa publication de 1892 Early Greek Philosophy 
Les néoplatoniciens avaient tout à fait raison de se considérer comme les héritiers spirituels de Pythagore; et, entre leurs mains, la philosophie cessa d'exister comme telle et devint théologie. Et cette tendance a toujours été à l'œuvre; à peine un seul philosophe grec n'en fut totalement influencé. Peut-être qu'Aristote pourrait sembler être une exception; mais il est probable que, si nous possédions encore quelques œuvres «exotériques» comme le Protreptikos dans leur intégralité, nous devrions trouver que les mots enthousiastes dans lesquels il parle de la « vie bénie » dans la Métaphysique et dans l' Éthique (Ethique à Nicomaque) étaient des accès de sentiments moins isolés qu'ils n'apparaissent maintenant. Plus tard, Apollonios of Tyana a montré dans la pratique à quoi ce genre de chose doit finalement conduire. La théurgie et la thaumaturgie des écoles grecques tardives n'étaient que le fruit de la graine semée par la génération qui a immédiatement précédé la guerre perse.

## Postérité
La salle de l'Université de St Andrews a été nommée en son honneur John Burnet Hall .

### Œuvres principales
- Première philosophie grecque. Londres et Édimbourg: A. et C. Black, 1892. 2e édition, 1908. 3e édition, 1920. 4e édition, 1930.
  - Un texte en ligne de la 3e édition (1920) de la philosophie grecque primitive
  - réédité 5e édition, 2015.
  - Première philosophie grecque (1892, Archive.org)
- Philosophie grecque: Thales à Platon. Londres, MacMillan, 1914.
  - réédité 2e édition, 2010.
- Platonisme . Berkeley: University of California Press, 1928.
- L'enseignement supérieur et la guerre, 1917.
- Essays and Addresses, 1930, comprend un mémoire de Godfrey Rathbone Benson .
  - "La doctrine socratique de l'âme", 1916.

### Éditions dirigées et annotées par Burnet
- L'éthique d'Aristote . Londres: Methuen, 1900. PDF
- Platonis Opera: Recognovit Brevique Adnotatione Critica Instruxit (comme Ioannes Burnet). Oxford: Textes classiques d'Oxford, 1900–1907.
- Platon: Phaedo. Oxford: Clarendon, 1911.
- Platon: Euthyphro, Apologie de Socrate, Criton. Oxford: Clarendon, 1924.

## Sources complémentaires
- The Dictionary of British Classicists, éd. Robert Todd, Bristol: Thoemmes Continuum, 2004.